# Сиреневая улица (Воронеж)
Сире́невая у́лица — улица в Центральном районе Воронежа. Идёт по верху берегового мыса. Начинается от крутого спуска к ул. Чернышевского и крутой лестницей спускается к улице Декабристов. Есть небольшой тупиковый участок улицы, примыкающий к улице Декабристов с западной стороны. Сквозного проезда улица не имеет. Протяжённость улицы около 250 м.

## История

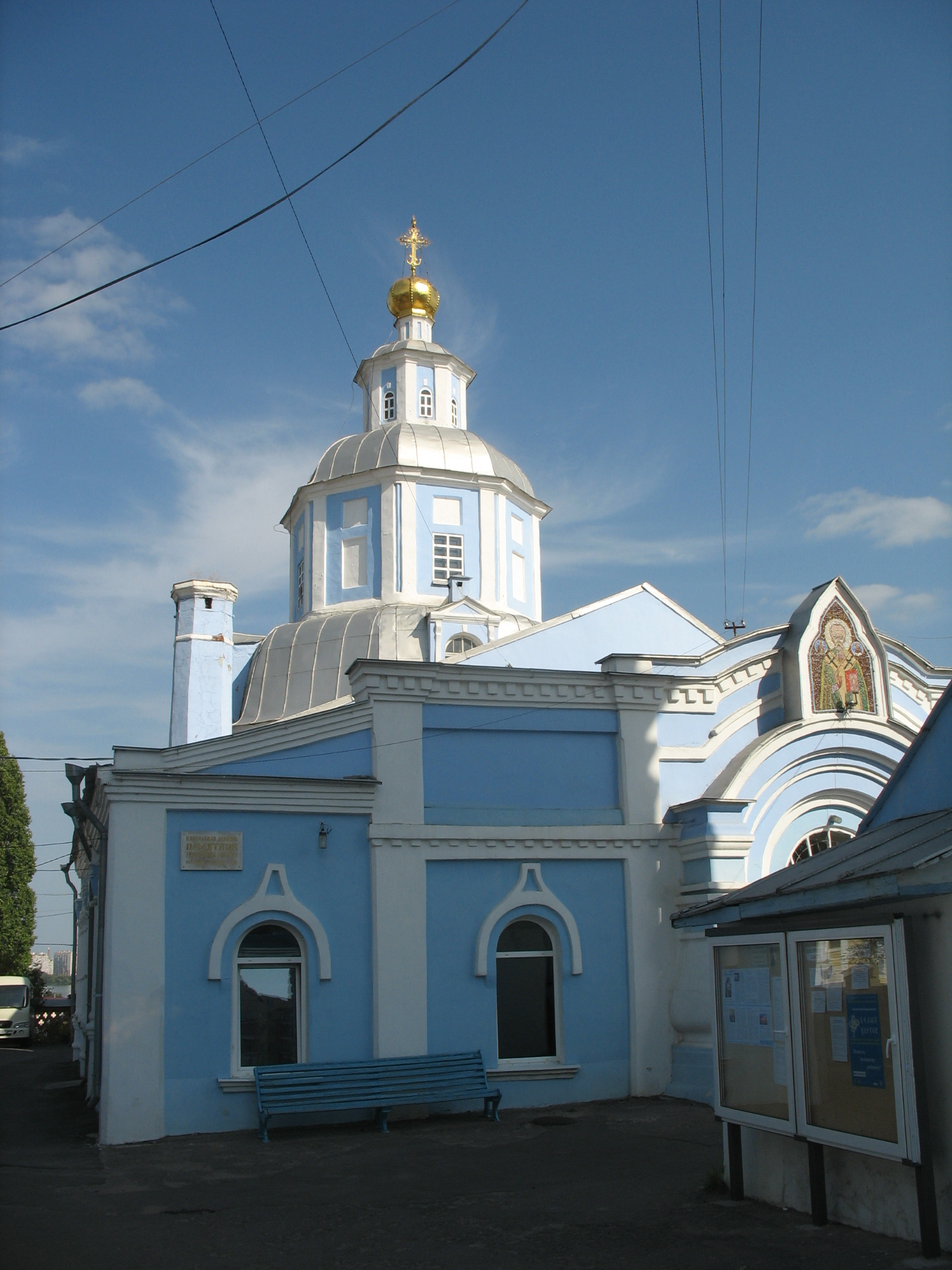
Никольская. церковь

Прошла по территории Напрасной слободы. Была заселена уже в XVII веке, и на рисунке заехавшего в город голландца К. де Бруина (1703) район улицы показан застроенным.
Проложена в конце XVIII века, при прокладке была спрямлена.
До 1962 года называлась Никольской улицей, по церкви начала XVIII века. Никольская церковь стоит на площади, к которой Сиреневая улица раскрывается в середине.
Застройка улицы малоэтажная, в основном деревянная.

## Достопримечательности
д. 2 — дом И. В. Мещерякова (рубеж XIX / XX)
д. 6 — Дом почётного гражданина В. А. Киршевского (1899—1900, утрачен, место занимает новострой)
д. 23 — Дом Кораблинова (1909)

## Известные жители
Цирковая династия Феррони